# Daniel Planchería
Daniel Planchería García es un futbolista español. Nació en Barcelona el 9 de marzo de 1987.Su demarcación es la portero y actualmente juega en el FC Santboià de la 3a división nacional Española.

## Biografía
Planchería se formó en las categorías inferiores del FC Barcelona. Formó parte de la famosa generación del 87, donde compartió vestuario con jugadores de la talla de Messi, Cesc Fàbregas o Gerard Piqué.
Llegó a jugar a las órdenes de Pep Guardiola en el filial blaugrana. El Blackburn Rovers contacto con él, pero finalmente marchó al Centre d'Esports L'Hospitalet. En 2011 se marchó al CD Montcada y de allí paso al U.E. Rubí.
Finalmente, en junio de 2013, llega al FC Santboià donde se convierte en uno de los pilares fundamentales del equipo.

## Clubes
| Club            | País   | Año       |
| --------------- | ------ | --------- |
| FC Barcelona B  | España | 2006-2008 |
| CE L'Hospitalet | España | 2008-2011 |
| CD Montcada     | España | 2011-2012 |
| UE Rubí         | España | 2012-2013 |
| FC Santboià     | España | 2013-?    |